# Little Giant
Little Giant is een historisch merk van motorfietsen.
Little Giant Motors, Uxbridge (1913-1915).
Engelse firma die 199 cc zijkleppers en 225 cc tweetaktmodellen maakte met Precision-motoren.
The Little Giant was ook een bijnaam voor de Emblem 532 cc v-twin uit 1917.